# Cynefin framework
Фреймворк Cynefin (/kəˈnɛvɪn/kuh-NEV-in) — это концептуальная основа, используемая для облегчения принятия решений. Созданный в 1999 году Дейвом Сноуденом, когда он работал в IBM Global Services, он был описан как «устройство, создающее смысл». Cynefin — валлийское слово, обозначающее среду обитания.
Cynefin предлагает пять контекстов принятия решений или «областей» — понятный (известный как простой до 2014 года, затем очевидный, пока не был недавно переименован), сложный, комплексный, хаотичный и неопределенный (путаница, смятение, беспорядок) — которые помогают менеджерам определить, как они воспринимают ситуации, и разобраться в своем собственном поведении и поведении других людей. Фреймворк основан на исследованиях в области теории систем, теории сложности, теории сетей и теорий обучения.

## Общие сведения

### Терминология
Идея фреймворка Cynefin заключается в том, что он предлагает лицам, принимающим решения, «ощущение места», с которого они могут просматривать свое восприятие. Cynefin — валлийское слово, означающее место обитания, пристанище, знакомый, фамильярный. Сноуден использует этот термин для обозначения идеи о том, что у всех нас есть связи, такие как племенные, религиозные и географические, о которых мы можем не подозревать. Его сравнивали со словом те рео маори tūrangawaewae, означающим место, где можно стоять, или «земля и место, которые являются вашим наследием и из которых вы родом».

### История
Сноуден, в то время работавший в IBM Global Services, начал работу над моделью Cynefin в 1999 году, чтобы помочь управлять интеллектуальным капиталом внутри компании. Он продолжал развивать его будучи в качестве европейского директора Института управления знаниями IBM, а позже в качестве основателя и директора Центра организационной сложности IBM Cynefin, созданного в 2002 году. Синтия Курц, исследователь IBM, и Сноуден подробно описали фраймворк в следующем году в статье «The new dynamics of strategy: Sense-making in a complex and complicated world», опубликованной в IBM Systems Journal.
Центр Cynefin — сеть членов и партнеров из промышленности, правительства и академических кругов — начал функционировать независимо от IBM в 2004 году. В 2007 году Сноуден и Мэри Э. Бун описали структуру Cynefin в Harvard Business Review. Их статья «A Leader’s Framework for Decision Making» получила награду «Outstanding Practitioner-Oriented Publication in OB» от Academy of Management’s Organizational Behavior division.

## Домены
Cynefin предлагает пять контекстов принятия решений или «областей»: понятный, сложный, комплексный, хаотичный и в центре неопределенность. Доменные имена менялись на протяжении многих лет. Курц и Сноуден (2003) назвали их известными, познаваемыми, сложными и хаотичными. Сноуден и Бун (2007) заменили известное и познаваемое на простое и сложное. С 2014 года Сноуден использовал термин «очевидный» вместо «простой», а теперь использует термин «ясный».

### Понятный
Понятный домен представляет собой «известные объекты». Это означает, что существуют правила (или наилучшая практика), ситуация стабильна, а связь между причиной и следствием ясна: если вы делаете X, ожидайте Y. Совет в такой ситуации заключается в «осмыслении-категоризации-реагировании»: установите факты («смысл»), классифицируйте, затем реагируйте, следуя правилу или применяя наилучшую практику. Сноуден и Бун (2007) приводят пример обработки платежей по кредиту. Сотрудник выявляет проблему (например, заемщик заплатил меньше, чем требовалось), классифицирует её (просматривает кредитные документы) и реагирует (соблюдает условия кредита). Согласно Томасу А. Стюарту,
Это область юридических структур, стандартных операционных процедур, практик, которые доказали свою эффективность. Не используй гатшот (в покере). Никогда не давайте взаймы клиенту, чьи ежемесячные платежи превышают 35 процентов от валового дохода. Никогда не заканчивайте встречу, не попросив о продаже. Здесь принятие решений лежит непосредственно в сфере разума: найдите верное правило и применяйте его.
Сноуден и Бун пишут, что менеджерам следует остерегаться навязывания ситуаций в этой области путем чрезмерного упрощения, «увлеченного мышления» (слепоты к новым способам мышления) или становления самодовольными. Когда успех порождает самодовольство («лучшая практика — это, по определению, практика прошлого»), может произойти катастрофический сдвиг по часовой стрелке в область хаоса. Они рекомендуют руководителям обеспечить канал коммуникации, при необходимости анонимный, чтобы несогласные (например, среди работников) могли предупреждать о самоуверенности.

### Сложный
Сложная область состоит из «известных неизвестных». Взаимосвязь между причиной и следствием требует анализа или специальных знаний; существует целый ряд правильных ответов. Фреймворк рекомендует «воспринимать-анализировать-реагировать»: оценивать факты, анализировать и применять соответствующую надлежащую операционную практику. По словам Стюарта: «Здесь можно рационально работать над принятием решения, но для этого требуется утонченное суждение и опыт. … Это область инженеров, хирургов, аналитиков разведки, юристов и других экспертов. Искусственный интеллект здесь хорошо справляется: Deep Blue играет в шахматы так, как если бы это была сложная задача, рассматривая каждую возможную последовательность ходов».

### Комплексный
Комплексная область представляет собой «неизвестные неизвестные». Причину и следствие можно вывести только ретроспективно, и правильных ответов нет. «Поучительные паттерны … могут появиться, — пишут Сноуден и Бун, — если лидер проводит эксперименты, которые безопасны для провала». Cynefin называет этот процесс «исследуй-воспринимай-реагируй». Одним из примеров являются тяжелые страховые случаи. «Тяжелые случаи … нужны люди-андеррайтеры, — пишет Стюарт, — и все лучшие делают одно и то же: сбрасывают файл и распространяют содержимое». Стюарт определяет поля сражений, рынки, экосистемы и корпоративные культуры как сложные системы, которые «невосприимчивы к редукционистскому подходу „разбери это на части и посмотри, как это работает“, потому что сами ваши действия меняют ситуацию непредсказуемым образом».

### Хаотичный
В области хаоса причина и следствие неясны. События в этой области «слишком запутанны, чтобы ждать ответа, основанного на знаниях», пишет Патрик Ламбе. «Действие — любое действие — это первый и единственный способ адекватно отреагировать». В этом контексте менеджеры «действуют-чувствуют-реагируют»: действуют, чтобы навести порядок; чувствуют, где находится стабильность; реагируют, чтобы превратить хаотичное в сложное. Сноуден и Бун пишут:
В царстве хаоса непосредственная задача лидера заключается не в обнаружении закономерностей, а в том, чтобы остановить кровотечение. Лидер должен сначала действовать, чтобы установить порядок, затем почувствовать, где присутствует стабильность, а где её нет, и затем отреагировать, работая над преобразованием ситуации из хаоса в сложность, где выявление возникающих закономерностей может как помочь предотвратить будущие кризисы, так и выявить новые возможности. Общение самого прямого нисходящего или широковещательного характера является обязательным; просто нет времени запрашивать информацию.
Теракты 11 сентября были примером категории хаоса. Стюарт предлагает: «пожарному, чье чутье заставляет его поворачивать налево, или трейдеру, который инстинктивно продает, когда новости об акциях кажутся слишком хорошими, чтобы быть правдой». Один антикризисный руководитель сказал о крахе Enron: "Люди были напуганы. … Процесс принятия решений был парализован. … Вы должны быть быстрыми и решительными — делайте маленькие шаги, которые, как вы знаете, приведут к успеху, чтобы вы могли начать рассказывать историю, имеющую смысл ".
Сноуден и Бун приводят в пример массовое убийство сотрудников Brown’s Chicken в Палатине, штат Иллинойс, в 1993 году, когда грабители убили семерых сотрудников ресторана Brown’s Chicken and Pasta, как ситуацию, в которой местная полиция столкнулась со всеми проблемами. Заместителю начальника полиции Уолту Гасиору пришлось действовать немедленно, чтобы остановить раннюю панику (хаос), сохраняя при этом работу департамента (простой), привлекая экспертов (сложный) и поддерживая доверие сообщества в последующие недели (комплексный).

### Неопределенность
Темный домен неопределенности в центре представляет ситуации, когда нет ясности в отношении того, какой из других доменов применим (этот домен также был известен как неупорядоченный в более ранних версиях фреймворка). По определению трудно понять, когда применяется этот домен. «Здесь множество точек зрения борются за известность, лидеры фракций спорят друг с другом, и царит какофония», — пишут Сноуден и Бун. «Выход из этого царства состоит в том, чтобы разбить ситуацию на составные части и отнести каждую к одному из четырёх других царств. Затем лидеры могут принимать решения и вмешиваться соответствующими контексту способами».

### Перемещение по доменам
По мере увеличения знаний происходит «дрейф по часовой стрелке» от хаоса к комплексному, а сложное — к простому. Аналогичным образом, «накопление предубеждений», самоуверенность или отсутствие технического обслуживания могут привести к «катастрофическому сбою»: движению по часовой стрелке от простого к хаосу, представлено «складкой» между этими областями. Движение против часовой стрелки может происходить по мере того, как люди умирают, а знания забываются, или по мере того, как новые поколения ставят под сомнение правила; и движение против часовой стрелки от хаоса к простому может произойти, когда отсутствие порядка приводит к внезапному введению правил.

## Применение
Cynefin использовался разработчиками IBM при разработке политики, продуктов, создании рынка, управлении цепочками поставок, брендинге и взаимоотношениях с клиентами. Более поздние варианты использования включают анализ влияния религии на формирование политики в администрации Джорджа У. Буша, управление чрезвычайными ситуациями, сетевая наука и вооруженные силы, управление рисками в пищевой цепочке, национальная безопасность в Соединенных Штатах, гибкая разработка программного обеспечения.
Он также использовался в исследованиях в области здравоохранения, в том числе для изучения сложности медицинской помощи в Британской национальной службе здравоохранения, характера знаний в области здравоохранения, и борьбы с ВИЧ/СПИДом в Южной Африке. В 2017 году корпорация RAND использовала фреймворк Cynefin при обсуждении теорий и моделей принятия решений. Европейская комиссия опубликовала практическое руководство по использованию Cynefin в качестве «руководства по преодолению кризиса».
Критика Cynefin включает в себя то, что структура сложна и запутанна, нуждается в более строгой основе и охватывает слишком ограниченный набор возможных контекстов. Другая критика заключается в том, что такие термины, как известный, познаваемый, ощущать и классифицировать, неоднозначны.
Профессор Саймон Френч признает «ценность фреймворка Cynefin в классификации контекстов принятия решений и определении того, как устранить многие неопределенности в анализе», и поэтому считает, что он основывается на таких основополагающих работах, как Russell L. Ackoff’s Scientific Method: optimizing applied research decisions (1962), C. West Churchman’s Inquiring Systems (1967), Rittel and Webber’s Dilemmas in a General Theory of Planning (1973), Douglas John White’s Decision Methodology (1975), John Tukey’s Exploratory data analysis (1977), Mike Pidd’s Tools for Thinking: Modelling in Management Science (1996) и Ritchey’s General Morphological Analysis (1998).

## Cynefin и теория ограничений
Стив Холт сравнивает Cynefin с теорией ограничений. Теория ограничений утверждает, что результаты большинства систем ограничены определёнными узкими местами (ограничениями), и улучшения вне этих ограничений, как правило, контрпродуктивны, поскольку они просто усиливают нагрузку на ограничение. Холт помещает теорию ограничений в рамки Cynefin, утверждая, что теория ограничений движется от комплексных ситуаций к сложным, используя абдуктивные рассуждения и интуицию, затем логику для создания понимания, прежде чем попробовать для тестирования понимания.
Cynefin определяет несколько типов ограничений. Фиксированные ограничения предусматривают, что действия должны выполняться определённым образом в определённом порядке и применяться в ясной области, управляющие ограничения более свободны и действуют больше как правила или политики, применяемые в сложной области, разрешающие ограничения, действующие в комплексной области, — это ограничения, которые позволяют системе функционировать, но не контролируют весь процесс. Холт утверждает, что ограничения в теории ограничений соответствуют фиксированным и управляющим ограничениям Cynefin. Холт утверждает, что инъекции в теории ограничений соответствуют разрешающим ограничениям.

## Критические замечания
Файерстоун и Макэлрой утверждают, что Cynefin — это скорее модель осмысления, чем полноценная модель управления и обработки знаний.